# Быков, Игорь Юрьевич
Быков Игорь Юрьевич (род. 26 января 1954 года, Тамбов) — крупный руководитель военной медицины Российской Федерации, генерал-полковник медицинской службы (12.12.2005). Доктор медицинских наук, профессор.

## Биография
Родился в семье врачей. Русский.
В Вооружённых Силах СССР с 1972 года. В 1977 году окончил факультет подготовки врачей ракетных и Сухопутных войск Военно-медицинской академии имени С. М. Кирова (с отличием). С 1977 года служил в Прибалтийском военном округе: начальник дивизионного лазарета, командир медицинской роты, врач отдельной медицинской роты гвардейской мотострелковой дивизии.
В 1984 году окончил факультет руководящего состава Военно-медицинской академии имени С. М. Кирова (с отличием). С 1984 года — начальник медицинской службы 207-й мотострелковой дивизии Группы советских войск в Германии, с 1989 — начальник медицинской службы общевойсковой армии Прикарпатского военного округа, с 1992 — заместитель начальника, затем начальник медицинской службы Уральского военного округа.
С 1994 года начальник 1-го (организационно-планового) управления — заместитель начальника Главного военно-медицинского управления Министерства обороны Российской Федерации. Участник Первой и Второй чеченских кампаний, где непосредственно занимался медицинским обеспечением Объединенной группировки войск (сил). Генерал-лейтенант медицинской службы (1997). Указом Президента Российской Федерации от 24 декабря 2004 года № 1585 назначен начальником Главного военно-медицинского управления Минобороны России — начальником медицинской службы Вооружённых Сил Российской Федерации. 6 июня 2005 года на XXXVI Всемирном конгрессе по военной медицине был избран президентом Международного комитета военной медицины (был им до 2007 года).
В ноябре 2007 года уволен с военной службы указом Президента Российской Федерации. Ранее, при посещении президентом В. В. Путиным объектов Тихоокеанского флота, подвергся критике за то, что несмотря на истекшие сроки, не был достроен госпиталь для подводников в посёлке Вилючинск Камчатского края. Тем же указом были уволены с военной службы генерал армии А. В. Гребенюк и генерал-полковник В. А. Полонский.
Живёт в Москве. С 2007 года — профессор кафедры организации и тактики медицинской службы 1-го Московского медицинского университета имени И. М. Сеченова. Автор ряда научных работ по проблемам организации военной медицины, теории и практике военного здравоохранения, организации медицинского обеспечения Вооружённых сил в мирное и военное время, особенностям возникновения и течения бытовых поражений и заболеваний личного состава, роли человеческого фактора в военном деле. Член-корреспондент Российской академии наук (27.6.2014). Член-корреспондент Российской академии медицинских наук (25.5.2007). Доктор медицинских наук, профессор.
Награждён орденом «За военные заслуги», медалями.